# 썬키스트 (음료)
썬키스트(Sunkist)는 1979년에 출시된 주황색의 청량 음료 브랜드이다. 한국에서는 해태음료가 썬키스트의 브랜드를 라이선스 방식으로 생산되어 있지만, 코카-콜라 음료 계열 브랜드로 취급되지 않는다. 2023년 10월초까지 해태htb는 계약 해지하였고, 2023년 11월부터 대한민국의 제약 회사인 광동제약이 썬키스트에 대한 라이센스 브랜드 체결이 성립되었다.

## 역사
썬키스트는 탄산음료 제조업체 제너럴 시네마 공사에서 선키스트 그로워스에게 허가를 받았다. 이 시점에는 1980년대 당시 미국의 오렌지 시장 확대 및 중간 소매상의 횡포를 대응하여 설립시킨 협동조합이다. 대한민국의 과일 전문 농업협동조합 격으로 볼 수 있다.